# Agrotis negrottoi
Agrotis negrottoi är en fjärilsart som beskrevs av Emilio Berio 1938. Agrotis negrottoi ingår i släktet Agrotis och familjen nattflyn. Inga underarter finns listade i Catalogue of Life.